# 3-Hidroksi-16-metoksi-2,3-dihidrotabersonin N-metiltransferaza
3-hidroksi-16-metoksi-2,3-dihidrotabersonin -metiltransferaza (EC 2.1.1.99, 16-metoksi-2,3-dihidro-3-hidroksitabersoninska metiltransferaza, NMT, 16-metoksi-2,3-dihidro-3-hidroksitabersoninska -metiltransferaza, S-adenozil--metionin:16-metoksi-2,3-dihidro-3-hidroksitabersoninska -metiltransferaza) je enzim sa sistematskim imenom S-adenozil--metionin:3-hidroksi-16-metoksi-2,3-dihidrotabersonin -metiltransferaza. Ovaj enzim katalizuje sledeću hemijsku reakciju
-adenozil--metionin + 3-hidroksi-16-metoksi-2,3-dihidrotabersonin {\displaystyle \rightleftharpoons } -adenozil-L-homocistein + deacetoksivindolin
Ovaj enzim učestvuje u biosintezi vindolina iz tabersonina kod Madagascar periwinkle, Catharanthus roseus.

## Literatura
- Nicholas C. Price; Lewis Stevens (1999). Fundamentals of Enzymology: The Cell and Molecular Biology of Catalytic Proteins (Third изд.). USA: Oxford University Press. ISBN 019850229X.
- Eric J. Toone (2006). Advances in Enzymology and Related Areas of Molecular Biology, Protein Evolution (Volume 75 изд.). Wiley-Interscience. ISBN 0471205036.
- Branden C; Tooze J. Introduction to Protein Structure. New York, NY: Garland Publishing. ISBN 0-8153-2305-0.
- Irwin H. Segel. Enzyme Kinetics: Behavior and Analysis of Rapid Equilibrium and Steady-State Enzyme Systems (Book 44 изд.). Wiley Classics Library. ISBN 0471303097.

## Spoljašnje veze
- 3-hydroxy-16-methoxy-2,3-dihydrotabersonine+N-methyltransferase на 